# Ліщук Олександр Сергійович
Ліщу́к Олекса́ндр Сергі́йович (* 16 лютого 1986, Ковель) — український футболіст, Півзахисник МФК Миколаїв. 
Вихованець ковельського футболу, перший тренер — Микола Лис. Дебютував у професіональному футболі 7 квітня 2004 року у матчі «Спартак-2» (Калуш) — «Галичина-Карпати», вийшовши на заміну на 46-ій хвилині. З 2005 року виступав за бориспільський «Борисфен». Після того, як «Борисфен» з фінансових причин припинив існування у 2006 році, перейшов до Латвії, де виступав у складі команди «Віндава» (Вентспілс), яка боролася за виживання.
У 2008 році повернувся в Україну, став виступати за першоліговий «Комунальник». Але йому не вдалося стати основним гравцем луганської команди, яка до того ж у листопаді того ж року припинила існування. З 2009 року — гравець ФК «Львів».  В сезоні 2008/09 провів 8 матчів у Прем'єр-лізі та 1 матч у першості молодіжних складів.
Навесні 2010 року грав за МФК «Ковель» у чемпіонаті Волинської області. З липня 2010 року виступає у Першій лізі за клуб «Нафтовик-Укрнафта» з Охтирки.
З 12 серпня 2011 року виступає у Першій лізі за клуб МФК Миколаїв. Перший гол в складі МФК "Миколаїв" забив в ворота «Кримтеплиці» 11 вересня 2011 року.